# Natufien

Das Ausbreitungsgebiet des Natufiens

Das Natufien, veraltet auch Natufium, war eine Kultur des Epipaläolithikums (oder Proto-Neolithikums) in der Levante. Das Natufien wurde nach Fundorten im Wadi an-Natuf im Westjordanland in Palästina benannt, die 1928 von Dorothy Garrod entdeckt wurden. Eine große Rolle spielte die bereits 1925 entdeckte Shuqba-Höhle. Den Kulturbegriff Natufien schlug Garrod erstmals 1929 vor.

## Umwelt
| Stufe           | Datum BP        | Klima            |
| --------------- | --------------- | ---------------- |
| Bølling–Allerød | 13.000 – 11.000 | warm und feucht  |
| Jüngere Dryas   | 11.000 – 10.200 | trocken und kalt |
| frühes Holozän  | 10.200 – 06.000 | warm und feucht  |

(nach Bar-Yosef 1996).
Bei der frühen Zeit der Kultur handelte es sich um die klimatisch günstigste Periode der gesamten Region in den zurückliegenden rund 20.000 Jahren. Die genauen regionalen Auswirkungen der folgenden jüngeren Dryas, einer Periode dramatischer globaler Abkühlung, auf den Lebensraum sind unklar, die Bedingungen dürften sich aber verschlechtert haben. Entsprechend wurden mehrere Siedlungsplätze aufgegeben, während andere, insbesondere in der Nähe von Seen und Sümpfen, fortbestanden. Im frühen Holozän gingen die Verhältnisse zum heute bekannten Mittelmeerklima über.

## Periodisierung
| QS Vor- und Frühgeschichte | Dieser Artikel wurde aufgrund von inhaltlichen Mängeln auf der Qualitätssicherungsseite des WikiProjekts Vor- und Frühgeschichte eingetragen. Dies geschieht, um die Qualität der Artikel aus diesem Themengebiet auf ein akzeptables Niveau zu bringen. Bitte hilf mit, die inhaltlichen Mängel dieses Artikels zu beseitigen, und beteilige dich bitte an der Diskussion! |  |

Das Natufien wird zwischen 12000 und 9500 bzw. 9000 v. Chr. datiert. Es folgte auf die epipaläolithische Kultur des Kebaran (14.500–13.000) und wurde vom Qermezian (Sindschar), dem Khiamien (Jordantal) und dem PPNA abgelöst.
| Stufe                   | Datum BP        | BC cal        |
| ----------------------- | --------------- | ------------- |
| Frühes Epipaläolithikum | 13.000 – 12.300 | 11050 – 10350 |
| Frühes Natufien         | 12.300 – 11.000 | 10350 – 9050  |
| spätes Natufien         | 11.000 – 10.200 | 9050 – 8250   |
| PPNA                    | 10.200 – 09.200 | 8250 – 7250   |
| PPNB                    | 09.200 – 08.000 | 7250 – 6050   |

## Verbreitung
Es findet sich in Israel, Jordanien, im Libanon, in Palästina und in Syrien. In der südlichen Levante liegt das Kerngebiet im Karmelgebirge, Galiläa und dem Jordantal.

## Siedlungsweise
Im Laufe des Protoneolithikums kam es zu einer Konzentration der Siedlungen am mittleren Euphrat, in der Jordansenke und auf den Höhen des damals noch bewaldeten Negev. Seit der Ausgrabung von Eynan durch Jean Perrot (Perrot 1966) sieht man die Bevölkerung des Natufien als sesshafte Jäger und Sammler an. Ofer Bar-Yosef (1970) postuliert eine Aufteilung der Siedlungen in Basislager (Ain Mallaha, Jericho, Hayonim-Höhle und Wadi Hammeh 27) und periphere, mehr kurzzeitig genutzte Siedlungsplätze. Andere Forscher nehmen an, dass die Basislager nur im Winter genutzt wurden und dass im Sommer längere oder kürzere Jagdausflüge stattfanden (Hardy-Smith/Edwards 2004, 258). Im Karmelgebirge konnten Winterlager anhand der Tierknochen identifiziert werden (Davis 1983), die dazugehörigen Sommerlager fehlen jedoch bisher.
Die Häuser bestanden aus halbrunden Steinsetzungen mit Aufbauten aus Stampflehm (→Begehungshorizont). In Ain Mallaha fanden sich in der ältesten Siedlungsphase eingetiefte, halbkreisförmige Häuser aus Kalkstein-Trockenmauern, selten Mauern, die mit Hilfe eines rötlichen Kalksteinmörtels aufgeführt waren. Die Fußböden sind flach oder leicht konkav (Haus 131) und bestehen aus verdichtetem Erdreich. Die Häuser besitzen zentrale Herdstellen. Die Dächer wurden durch Pfosten abgestützt. Im Gegensatz zu früheren Kulturen lässt sich nachweisen, dass über Jahrhunderte, möglicherweise sogar Jahrtausende hinweg an den bestehenden Siedlungsstellen immer wieder neue Häuser errichtet wurden. Zudem verfügten die Siedlungsplätze über fortgesetzt genutzte Begräbnisplätze.
Gesiedelt wurde unter Abris und im Freiland. In Bab edh-Dhra (Jordanien) auf der Lisan-Halbinsel am Ostrand des Toten Meeres wurde ein Gebäude freigelegt, das eine Darre gewesen sein könnte.

## Wirtschaftsweise
Das Sammeln von Wildgetreide kann als Vorstufe zur Domestikation (vgl. neolithische Revolution) angesehen werden und leitet zum Anbau von Getreide über. Ein Forscherteam unter dem Biologen Gordon Hillman untersuchte 27 Jahre lang Nahrungsreste aus Abu Hureyra und stellt 2001 fest, dass dort bereits 11000 v. Chr. Getreide angepflanzt, aber noch nicht domestiziert war. Das Wildgetreide (Gerste) wurde mit Silex-Sicheln geerntet.
Die mit einem Alter von 14.400 Jahren bisher ältesten Brotreste wurden in der Natufien-Siedlung Shubayqa 1 im Nordosten Jordaniens gefunden. Damit wurde nachgewiesen, dass das Brot vor dem Getreideanbau und der nachgewiesenen Landwirtschaft entwickelt wurde. Überreste fermentierten Getreides aus dem 13. Jahrtausend BP wurden auch in der Rakefet-Höhle gefunden und stellen den ältesten bisher bekannten Nachweis für die Herstellung von Bier dar.
Sowohl in Ain Mallaha als auch in Wadi Hammeh 27 überwog unter den Tierknochen die Gazelle. In Wadi Hammeh 27 wurde jedoch auch der Storch (Ciconia ciconia) und Enten (Anas sp.) gejagt. Aus der Kammer III von El Wad liegen die Knochen von Wildrind (Bos primigenius), Wildziege (Capra aegagrus), Rothirsch (Cervus elaphus), Damhirsch (Dama mesopotamica), Reh (Capreolus capreolus), Edmigazelle (Gazella gazella), Wildschwein (Sus scrofa), Halbesel (Equus hemionus) und Wildpferd (Equus caballus) vor. Im Vergleich zu den vorhergehenden Perioden wurden bei den Gazellen zunehmend Jungtiere getötet. Auch Carnivoren wie Fuchs (Vulpes vulpes), Rohrkatze (Felis chaus), Dachs (Meles meles), Steinmarder (Martes foina) und Tigeriltis (Vormela peregusna) wurden gejagt, sicher nicht oder nicht nur des Fleisches wegen.
Im Vergleich zu der vorhergehenden Epoche nahm der Anteil von Kleintieren wie Schildkröten, Hasen und verschiedenen Vogelarten, vor allem Rebhühnern, deutlich zu und betrug an manchen Fundstellen über 50 Prozent. Falken wurden hauptsächlich ihrer Federn wegen erbeutet.
An Natufien-Fundstellen lässt sich auch die erste Tier-Domestizierung der Region in Gestalt des Hundes nachweisen. Dabei handelte es sich jedoch nicht um eine Domestizierung als Fleischquelle.

## Materielle Kultur

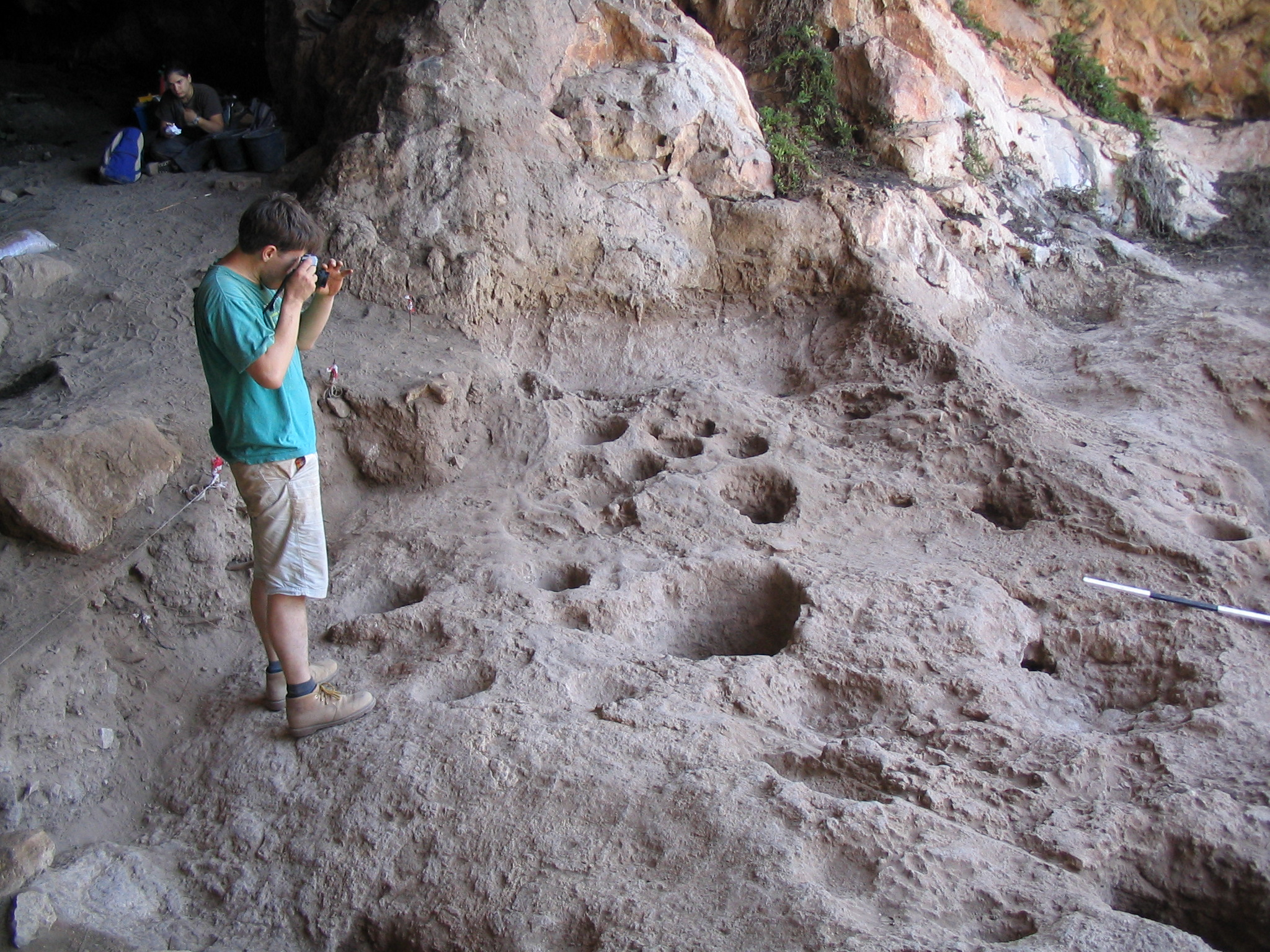
Grundgestein-Mörser zum Zerkleinern des Malzes

### Gefäße
Kalksteine wurden ausgehöhlt, geschliffen und als Gefäße benutzt.

### Knochengeräte
Geräte aus den Knochen von Rind, Schaf und Ziege wurden in der El-Wad-Höhle im Karmel-Gebirge gefunden.

### Steingeräte
Silex wurde unter anderem zu Hacken und Sicheln verarbeitet. Sicheln waren bereits um 10000 v. Chr. in Eynan/Ain Mallaha in Gebrauch.

### Felsgestein
Mörser und Mahlsteine sind in Gebrauch. Letztere bezeugen die Verarbeitung von (Wild-)Getreide.

## Figürliche Darstellungen
In Ain-Sakhri bei Jerusalem wurde die älteste Kalksteinplastik gefunden, die einen Koitus darstellt. Die Figur wird die Liebenden von Ain Sakhri genannt und befindet sich im British Museum.

## Bestattungen

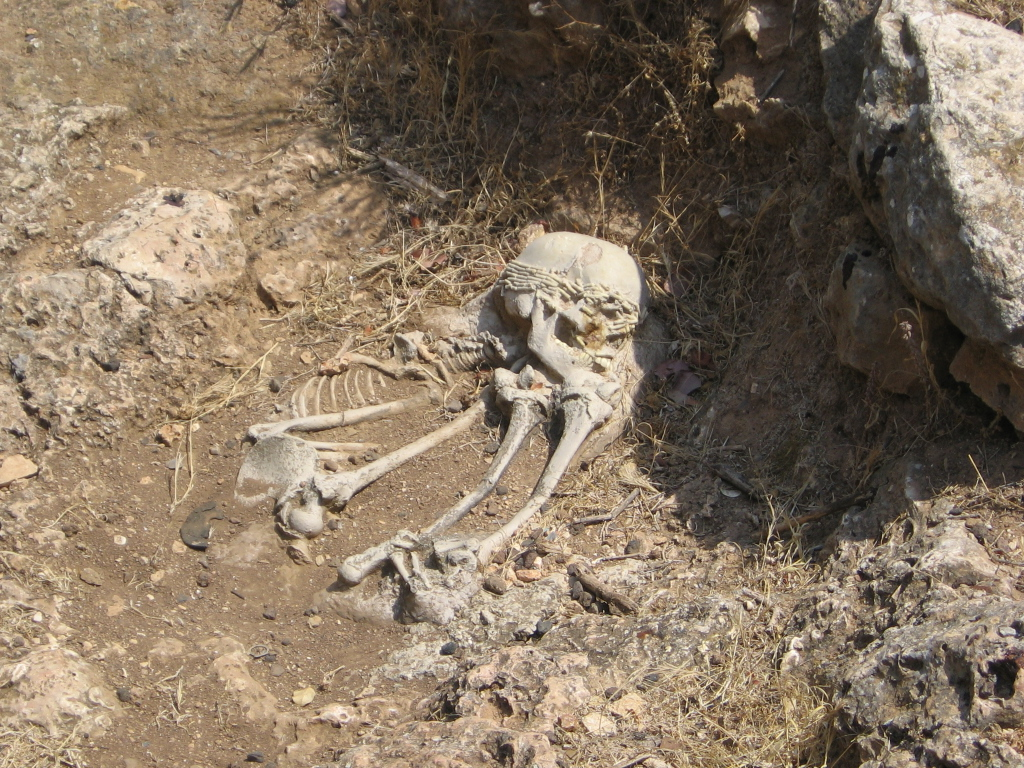
Grab von El Wad

Von der Hayonim-Terrasse liegen sechs Gräber vor, die Einzel- und Mehrfachbestattungen enthielten. Ein Grab enthielt die Knochen eines Menschen und eines Hundes sowie Schildkrötenpanzer und die Hornzapfen von Gazellen.

## Fundstellen

### Frühes Natufien
- Ain Mallaha, Israel
- Aammiq II, Bekaa-Ebene, Libanon
- Abu Hureyra und Mureybet, Nordsyrien
- Hayonim-Höhle im westlichen Galiläa, Ablagerungen aus dem Moustérien, Aurignacien, Kebarien, frühen und späten Natufien
- Hayonim-Terrasse im westlichen Galiläa, Freiluftstation, frühes und spätes (Schicht II) Natufien
- Wadi Hammeh 27, Jordanbecken
- Hilazon Tachtit, westliches Galiläa, Höhle

### Mittleres und Spätes Natufien
- Ain Mallaha (Eynan), oberes Galiläa am Huleh-See
- el-Wad-Höhle, Kammer III, Karmel
- Jericho (Tell es-Sultan)
- Wadi Khawwan 1, Jordantal